# Пашков (Липецкая область)
Пашко́в — хутор Новодмитриевского сельсовета Липецкого района Липецкой области.

## География
Хутор Пашков расположен между центром Новодмитриевского сельсовета селом Новодмитриевка на западе и центром Сенцовского сельсовета селом Сенцово на востоке. Хутор стоит в верховье протяжённого оврага, устье которого находится северо-западнее, в долине пересыхающей реки, относящейся к бассейну Кузьминки (по некоторым данным, этот пересыхающий водоток тоже именуется Кузьминкой). В средней части оврага имеется вытянутый пруд, ограниченный земляной дамбой. Северо-западнее Пашкова отмечена вершина 206,5 м, восточнее протянута ЛЭП. К югу от населённого пункта проходит участок Юго-Восточной железной дороги (перегон Елец—Липецк). На железнодорожной линии здесь устроено несколько путевых постов. За железной дорогой, в южном и юго-восточном направлении от хутора, располагаются населённые пункты Косырёвского сельсовета — село Отверг-Студенец, деревня Бруслановка и село Плоская Кузьминка.

## История
Поселение, с названием Пашкова, уже присутствует на Специальной карте Европейской России И. А. Стрельбицкого, составленной в 1865—1871 годах (лист 59, издан в 1869 году), и насчитывает от 3-5 до 10 дворов. Оно находится у самой восточной границы Задонского уезда Воронежской губернии. Чуть восточнее, по другую сторону от границы, уже на территории Липецкого уезда Тамбовской губернии, отмечена такая же по размеру деревня Плоская — вероятно, одна из деревень-предшественниц нынешней Плоской Кузьминки (сама Плоская Кузьминка, уже с современным названием, отображена на той же карте южнее, на нынешнем месте).
По состоянию на вторую половину 1930-х — начало 1940-х годов населённый пункт носил название Пашково и имел 24 двора. Ранее (вероятно, до муниципальной реформы) хутор Пашков относился к Косырёвскому сельсовету, тогда как село Отверг-Студенец — к Новодмитриевскому. Впоследствии, по всей видимости, из соображений географической близости, произошёл «обмен» населёнными пунктами между сельсоветами.

## Население
| 2010 | 2012 |
| ---- | ---- |
| 6    | ↘5   |

По состоянию на 1981 год хутор насчитывал около 30 жителей. На 1 января 2002 года Пашков имел, по официальным данным, 8 человек наличного населения в 4 хозяйствах. Согласно переписи 2002 года, в населённом пункте проживало 10 человек, из них 6 мужчин и 4 женщины, 90 % населения составляли русские. По сведениям переписи 2010 года, на хуторе по-прежнему проживали русские, национальность ряда жителей не была указана.

## Улицы
Единственная улица хутора — улица Советская.